# Grupa oksfordzka
Grupa oksfordzka – organizacja chrześcijańska założona przez Franka Buchmana, amerykańskiego misjonarza kościoła luterańskiego pochodzącego ze Szwajcarii.
Przeżył on przemianę wewnętrzną w kaplicy w Keswick w Anglii, w następstwie której założył w 1921 "Chrześcijańską Wspólnotę Pierwszego Wieku" (ang. A First Century Christian Fellowship), która uzyskała popularność po 1931 jako „grupa oksfordzka” (ang. Oxford Group). Podstawowym założeniem ideowym było osobiste poddanie każdej osoby pod "kontrolę Bożą".
Grupa ta wpłynęła na wspólnotę AA. Dwaj założyciele wspólnoty, Bill Wilson i Bob Smith byli jej członkami.

## Akcja poddania nazistowskich Niemiec "kontroli Bożej"
Frank Buchman podjął próbę misji wobec nazistowskich władz III Rzeszy przy współpracy członkini grupy, Moni von Crammon. Uczestniczył wraz z nią w latach 1934–1935 w ogólnoniemieckich zjazdach partii nazistowskiej. Odbywał nieformalne rozmowy przy obiedzie z Himmlerem, które jednak  natrafiały na całkowite niezrozumienie ze strony nazistów, podporządkowanych pogańskim, antychrześcijańskim ideałom. W sierpniu 1936 r. Buchman był gościem Himmlera na igrzyskach olimpijskich w Berlinie. Sam Hitler wiedział o grupie i zezwalał na jej działalność. Początkowo nie podejrzewał zapewne, że celem Buchmana było uratowanie Europy od nowej wojny światowej. Patrząc się na poczynania nazistów założyciel grupy widział bowiem realną groźbę jej wybuchu. Początkowo podjął akcję wzywającą nazistów do przemiany serc i podporządkowania ich "Bożej kontroli", następnie realistycznie stwierdził, że trzeba ratować małe państwa sąsiadujące z Niemcami. Buchman, obserwując okrucieństwo działań komunistów wobec zakonnic i ludzi wierzących w czasie wojny domowej w Hiszpanii, widział w nazimie — jeśli by się udało go poddać "kontroli Bożej" — zaporę przeciw zalewowi ateistycznego komunizmu. Otwarte po wojnie akta nazistowskie świadczą jednak, że szybko grupę zaczęto traktować jako jedną z najbardziej przeciwstawnych wobec państwowego narodowego socjalizmu, spośród wszystkich organizacji chrześcijańskich.
Podczas wojny grupa oksfordzka w Niemczech rozbiła się na trzy niezależne frakcje. Część członków podporządkowała się żądaniu Himmlera, by zerwać wszelkie związki z Buchmanem i resztą grupy oksfordzkiej za granicą. Największa grupa kontynuowała działalność na rzecz chrześcijańskiej przemiany serc ludzkich pod zmienioną nazwą: Arbeitsgemeinschaft für Seelsorge (Robocze bractwo duszpasterskie), bez angażowania się w politykę, przy pełnym poddaniu się nadzorowi ze strony państwa. Trzecia grupa włączyła się w aktywną opozycję. Zięć Moni von Crammons był jednym ze straconych z rozkazu Hitlera po zamachu 20 lipca wraz z Adamem von Trott zu Solz.
W 1938 ruch przeszedł reorganizację i przyjął nazwę "Moralne Przezbrojenie" (ang. Moral Re-Armament).

## Czasy powojenne
Z powodu swych kontaktów z władzami nazistowskimi grupa oksfordzka była badana w latach 1941–1950 przez MI5 – brytyjskie służby bezpieczeństwa. Nie stwierdzono jednak zagrożenia ze strony nazistów..
Grupa spotkała się z dużym sprzeciwem ze strony instytucjonalnych kościołów, był wśród nich w latach 50. Kościół katolicki oraz kościoły anglikańskie.